# Гибель Погоса Погосяна
Погос Погосян (з.-арм. Պօղոս Պօղոսեան, в совр. орф. Պողոս Պողոսյան; 1958 — 25 сентября 2001, Ереван, Армения) — гражданин Грузии, этнический армянин, чья гибель в ереванском кафе «Арагаст» («Поплавок») вызвала широкий резонанс.
Погосян, встретив в кафе президента Армении Роберта Кочаряна, обратился к нему со словами «Привет, Роб», после чего погиб в результате столкновения с охраной Кочаряна. Один из телохранителей президента, Агамал Арутюнян, был привлечён к уголовной ответственности и в 2002 году приговорён к году тюрьмы условно за убийство по неосторожности. В 2020 году приговор Арутюняну отменён, а дело направлено на новое рассмотрение.

## Биография Погосяна
Погосян проживал в селе Джиграшен Ниноцминдского района. Он был членом партии «Дашнакцутюн» и возглавлял общину Джиграшен.

## Обстоятельства гибели

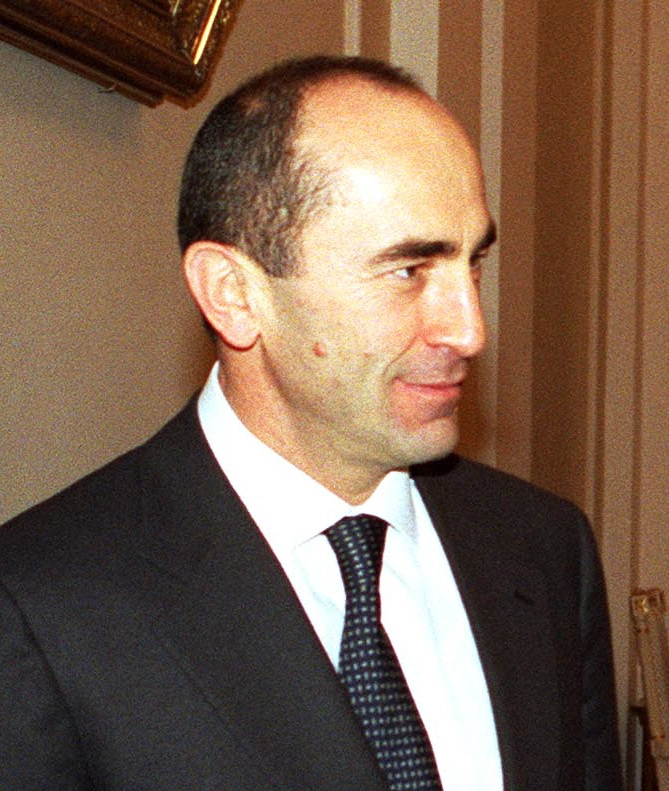
Роберт Кочарян в 2001 году

Вечером 24 сентября 2001 года президент Армении Роберт Кочарян в компании Шарля Азнавура, Дживана Гаспаряна и армянских чиновников присутствовал в ереванском кафе «Арагаст». Погос Погосян, будучи нетрезвым, увидел Кочаряна, с которым был знаком (по некоторым данным, они были однокурсниками), и поприветствовал его словами «Привет, Роб». Это вызвало недовольство Кочаряна. Телохранители Кочаряна затолкали Погосяна в мужской туалет. После столкновения Погосян был найден на полу туалета с признаками побоев и вскоре скончался.

## Общественный резонанс. Суд
После двухмесячного расследования Генеральная прокуратура Армении обвинила Агамала Арутюняна, телохранителя Кочаряна, в причинении смерти по неосторожности, хотя 7 декабря 2001 года генеральный прокурор Арам Тамазян признал, что раны на теле Погосяна похожи на результаты пыток. «Human Rights Watch» заявила об атмосфере страха несмотря на то, что десятки человек стали свидетелями избиения Погосяна. 13 декабря того же года Тамазян сказал, что если бы Арутюнян собирался убивать Погосяна, он бы использовал пистолет.
Ваган Ованесян, лидер партии «Дашнакцутюн», в которой состоял Погосян, заявил, что смерть Погосяна не была случайной. После приговора депутат Агван Варданян, руководитель фракции дашнаков, выразил недовольство судебным процессом и приговором, но заявил, что Кочаряна не следует обвинять в давлении на следствие и суд. Партия поклялась отомстить за Погосяна, однако впоследствии использовала его смерть для получения должностей в коалиции с властью. Приговор раскритиковали также депутаты Фрунзе Харатян (Коммунистическая партия Армении) и Галуст Саакян (проправительственная фракция «Единство»).
Кочарян провёл совещание в связи с гибелью Погосяна. Он распорядился обеспечить объективность предварительного расследования и отстранить от службы своих охранников, которые присутствовали в кафе в тот вечер. Кочарян высказался про Погосяна: «Был бы он жив, я многое бы сказал».
21 февраля 2002 года суд приговорил Агамала Арутюняна к одному году лишения свободы условно. Суд счёл, что Арутюнян был виновен в причинении смерти по неосторожности в результате драки с Погосяном.
Брат Погоса Погосяна Андраник подтвердил слухи о том, что его пытались подкупить.
Одним из свидетелей столкновения стал британец Стивен Ньютон. Из опасений за свою безопасность он покинул Армению на следующий день, но в британском посольстве в Румынии дал письменные показания об увиденном. Армянский суд отказался принять во внимание показания Ньютона на основании того, что они были сделаны на английском языке. Этнограф Гаяне Шагоян, также присутствовавшая при инциденте, ещё в 2001 году в эфире телеканала «А1+» рассказала об увиденном, но её тоже не привлекли в качестве свидетеля.
Армянские и международные правозащитные организации, включая «Human Rights Watch», осудили ведение дела.

## Акции протеста
23 апреля 2002 года около 150 человек провели акцию у входа в кафе «Арагаст». Они держали фото Погосяна и плакаты с призывами восстановления в Армении справедливости и борьбы против терроризма. В память о Погосяне протестующие опустили в бассейн при кафе свечи и цветы.
В сентябре 2014 года арт-группа «Контрудар» вывесила плакат с надписью «Здравствуй, Роб!» на ворота у главного входа в Национальное собрание Армении. Через несколько минут начальник службы безопасности парламента Карен Айрапетян сорвал плакат, а затем оттолкнул журналистку телекомпании «А1+» Марине Хачатрян, которая в тот момент производила съемку с помощью IPad. Айрапетян заявил, что не применял насилия, а просто рукой показал журналистке, чтобы она убрала камеру. Депутат Никол Пашинян осудил поведение Айрапетяна, а также призвал правоохранительные органы и спикера парламента провести расследование.
10 августа 2018 года, когда адвокаты Кочаряна обжаловали в суде его арест, Заруи Постанджян и её сторонники провели акцию протеста у здания суда. Среди прочего, они кричали «Привет, Роб». 14 августа того же года протестующие сорвали пресс-конференцию Кочаряна, используя эту же фразу.

## Возобновление расследования
После смены власти в Армении в 2018 году Стивен Ньютон выразил готовность повторить свои показания. После этого осенью 2019 года Генеральная прокуратура Республики Армения возбудила новое производство на основании вновь выявленных обстоятельств. По мнению прокуратуры, из этих обстоятельств следует, что Погосян был лишён жизни преднамеренно, и что в этом участвовал не только Арутюнян. В октябре того же года Гаяне Шагоян также заявила, что готова дать показания по делу. В январе 2020 года по результатам нового производства, в том числе допроса Ньютона и проведения новой судебно-медицинской экспертизы, заместитель генерального прокурора Армении подал жалобу в апелляционный суд с требованием отмены приговора 2001 года и отправки дела на новое рассмотрение. Апелляционный суд начал рассматривать жалобу прокуратуры в феврале и удовлетворил её в июле того же года. Судебное разбирательство в суде общей юрисдикции Еревана возобновилось в феврале 2021 года.
В конце октября 2022 года генеральная прокуратура Армении заявила, что проведённую в 2001 году судебно-медицинскую экспертизу тела Погосяна сфальсифицировали, и инициировала новое уголовное производство по факту представления экспертами заведомо ложного заключения. В ноябре того же года этим экспертам было предъявлено обвинение.